# Ana Parma
Ana María Parma es una bióloga argentina especializada en el manejo sustentable de la pesca. Desarrolla su trabajo en el Centro para el Estudio de los Sistemas Marinos (CESIMAR) del Centro Nacional Patagónico, como investigadora principal del CONICET. Es miembro del Consejo Directivo de la organización The Nature Conservancy y es parte del consejo editorial de la revista con referato Fish Biology and Fisheries. Además, forma parte del Consejo Asesor Científico y es coordinadora del Grupo de trabajo del Golfo San Jorge en el proyecto Pampa Azul, del Ministerio de Ciencia, Tecnología e Innovación.

## Trayectoria
Parma se recibió de Lic. en Botánica en 1977, en la Facultad de Ciencias Naturales de la Universidad de La Plata. En 1989 obtuvo su doctorado en la Universidad de Washington en Seattle, Estados Unidos, con una especialización en pesquerías. Tras su graduación, trabajó durante diez años en los Estados Unidos, donde participó en la elaboración de numerosos reportes para el Consejo Nacional de Investigaciones (U.S.). En 2001 regresó a Argentina y se radicó en la Patagonia.
Desde 2007 hasta 2016, fue fellow honoraria del South American Institute for Resilience and Sustainability Studies.
El interés académico de Parma se encuentra en animales de poca movilidad, como vieiras, almejas y peces de arrecife, con un enfoque en los procesos de pesca artesanales. Debido a su labor con las comunidades en la investigación de métodos sustentables de pesca artesanal, en 2021 recibió una distinción y reconocimiento por parte de la Asociación de Pescadores Artesanales de Puerto Madryn. Al recibir la distinción, Ana afirmó:

No puede haber reconocimiento más significativo que el recibido por parte de los pescadores artesanales de Puerto Madryn.

## Publicaciones (selección)
- PARMA, A.M.; NCEAS WORKING GROUP ON POPULATION MANAGEMENT. (1998). What can adaptive management do for our fish, forests, food and biodiversity? Integrative Biology, vol. 1, p. 16 - 26.
- A. M. PARMA; R. HILBORN; J. M. ORENSANZ. (2006). The good, the bad and the ugly: learning from experience to achieve sustainable fisheries. BULLETIN OF MARINE SCIENCE, vol. 78, p. 411 - 428.
- PARMA, A.M. (2007). The role of data quality in reconciling fisheries with conservation. American Fisheries Society Symposium, vol. 49, p. 587 - 589.
- PARMA, A.M. (2012). Recursos Pesqueros: contrastes de un balance global. Revista Redes: p. 40 - 41.
- PARMA, A.M.; SULLIVAN, P.J.; COLLIE, J.S.; HARTLEY, T.W.; HEYMAN, W.; JOHNSTON, R.; PUNT, A.E.; ROSE, K.A.; SANCHIRICO, J.; SISSENWINE, M.P.; SUGIHARA, G. (2013). Evaluating the Effectiveness of Fish Stock Rebuilding Plans in the United States. Washington D.C.
- DIAS, ANA CAROLINA ESTEVES; CINTI, ANA; PARMA, ANA M.; SEIXAS, CRISTIANA SIMÃO. (2020). Participatory monitoring of small-scale coastal fisheries in South America: use of fishers’ knowledge and factors affecting participation. REVIEWS IN FISH BIOLOGY AND FISHERIES, vol. 30, p. 313 - 333.